# Біллі Лаш
Біллі Лаш/Вільям Пол Лаш (нар. 30 листопада 1981 в Нью-Гейвен, Коннектикут) — американський актор. Закінчив Coral Springs High School у Корал-Спрінгс у 1999. Пізніше поступив до Університету штату Флорида на театральний факультет. Відомий як виконавець ролей:
- Кевіна Доннеллі в Брати Доннеллі,[1] який демонструвався у 2007р на каналі NBC,
- Гарольда Джеймса Тромблі, молодшого капрала в мінісеріалі Покоління вбивць[2] (2008).
- Ліема Хеннесі - працюючого в ірландській мафії полицейського (Крис Кольєр) під прикриттям в серіалі Влада закону [3] (2011).

```
Спочатку маю бажання подякувати всім, хто дивився серіал [Брати Доннеллі]. Потім хочу 

подякувати всім його прихильникам. Ви маєте становити досить твердий осередок... проте, 

будь ласка, не вважайте, що це було чимось поганим для мене. Цей  серіал був найкращим 

з того, що колись траплялось зі мною, і я згадую тільки дивовижні речі, пов'язані з ним. 

Я зустрів цікавих людей, навіть якщо й повинен був у них стріляти. У будь-якому разі, я 

відчуваю себе дещо незручно перед вами. Я жалкую, що NBC припинило серіал. Я сподівався, 

що вони припинять якісь інші серіали, окрім цього. Я чув, що вони мали викласти його до 

он-лайн доступу чи iTunes. Повірте, якщо б це залежало лише від мого бажання, Брати 

Доннеллі отримали би другого сезону, проте, c'est la vie [таке життя]. 

Я просто хотів сказати, не думайте нічого поганого про мене, проте я ще ніколи не був 

таким щасливим. 

Дякую! 
 
 Біллі Лаш
[
4
]
```

## Фільмографія

### Фільми
| Рік  | Українська назва | Оригінальна назва           | Роль                    | Примітка   |
| ---- | ---------------- | --------------------------- | ----------------------- | ---------- |
| 2002 |                  | Flights                     | Albert "Meteor" Playdes | Short film |
| 2004 |                  | Soleado                     | Bar Friend              | Short film |
| 2004 |                  | Stateside                   | Nando                   |            |
| 2004 |                  | A Million Miles to Sunshine | Mike                    | Short film |
| 2006 |                  | Beautiful Dreamer           | Bobby                   |            |
| 2006 |                  | Arc                         | Bobby Ward              |            |
| 2007 |                  | Reign of the Gargoyles      | Chick                   | TV movie   |
| 2007 |                  | One Night                   | Angry Guy               |            |
| 2008 |                  | Mercenary                   | Guy                     | Short film |
| 2010 |                  | Norman                      | James                   |            |
| 2010 |                  | Madso's War                 | Tommie Walker           | TV movie   |
| 2011 |                  | Солом'яні пси               | Chris                   |            |

### Серіали
| Рік       | Українська назва                | Оригінальна назва                       | Роль                               | Примітка                                                                       |
| --------- | ------------------------------- | --------------------------------------- | ---------------------------------- | ------------------------------------------------------------------------------ |
| 2002      |                                 | Hack                                    | Lucas Atherton                     | Episode: "Favors"                                                              |
| 2002      |                                 | Law & Order: SVU                        | Karl Serrit                        | Episode: "Resilience"                                                          |
| 2003-2005 |                                 | Закон і порядок: Злочинні наміри        | Conroy "Connie" Smith              | Episodes: "Sound Bodies" "In The Wee Small Hours" (part 1)                     |
| 2005      |                                 | Without a Trace                         | Randall Bowen                      | Episode: "Penitence"                                                           |
| 2005      |                                 | Швидка допомога                         | Benny                              | Episode: "The Show Must Go On"                                                 |
| 2005      |                                 | Clubhouse                               | Dwight                             | Episode: "Player Rep"                                                          |
| 2005      |                                 | Клієнт завжди мертвий                   | Paul Duncan                        | Episode: "Static"                                                              |
| 2006      |                                 | Huff                                    | Jake Steward                       | Episodes: "Used, Abused and Unenthused" "Red Meat" "A Cornfield Grows in L.A." |
| 2007      | Брати Доннеллі                  | The Black Donnelly                      | Кевін Доннеллі                     | на постійній основі                                                            |
| 2008      | Покоління вбивць                | Generation Kill                         | мол. капрал Гарольд Джеймс Тромблі | мінісеріал                                                                     |
| 2008      |                                 | CSI: Crime Scene Investigation          | Nathan Murphy                      | Episode: "Woulda, Coulda, Shoulda"                                             |
| 2008      | Термінатор: Хроніки Сари Коннор | Terminator: The Sarah Connor Chronicles | Eric                               | Episode: "Self Made Man"                                                       |
| 2009      |                                 | Мертва справа                           | Pete Scanell                       | Episode: "Mind Games"                                                          |
| 2009      |                                 | Trauma                                  | Sam Bailey                         | Episode: "Pilot"                                                               |
| 2010      |                                 | Three Rivers                            | Craig Derkin                       | Episode: "Status 1A"                                                           |
| 2011      | Влада закону                    | The Chicago code                        | Ліем Хеннесі (Кріс Кольєр)         | на постійній основі                                                            |
| 2011      |                                 | The Glades                              | Andrew Bailey                      | Episode: "Shine"                                                               |
| 2011      |                                 | Castle                                  | Finn McQueen                       | Episode: "Kick The Ballistics"                                                 |
| 2012      | Пробудження                     | Awake                                   | Гебріел Видз III                   | Episode: "Це не мій пінгвін"                                                   |
| 2012      |                                 | CSI: NY                                 | Kieran Reilly                      | Episode: "Sláinte"                                                             |
| 2012      |                                 | Vegas                                   | Cale Green                         | Episode: "Pilot"                                                               |
| 2013      |                                 | Stupid Hype                             | Frenchy                            | Episode: Unknown                                                               |
| 2013      |                                 | Low Winter Sun                          | Nick Paflas                        | Episode: Unknown                                                               |

### Відеоігри
| Рік  | Українська назва | Оригінальна назва  | Роль                              | Примітка                     |
| ---- | ---------------- | ------------------ | --------------------------------- | ---------------------------- |
| 2012 |                  | Dishonored         | The Outsider (voice)              | Video game                   |
| 2012 |                  | Hitman: Absolution | Goon #2/Additional Voices (voice) | Video game (post-production) |

## Особисте життя
- Має старшу сестру Дебору та молодшого брата Даміена.
- З 8 квітня 2011 року у шлюбі з акторкою Анні Клер Лаш (до шлюбу Грехем).[5]